# Peter Pan's Flight

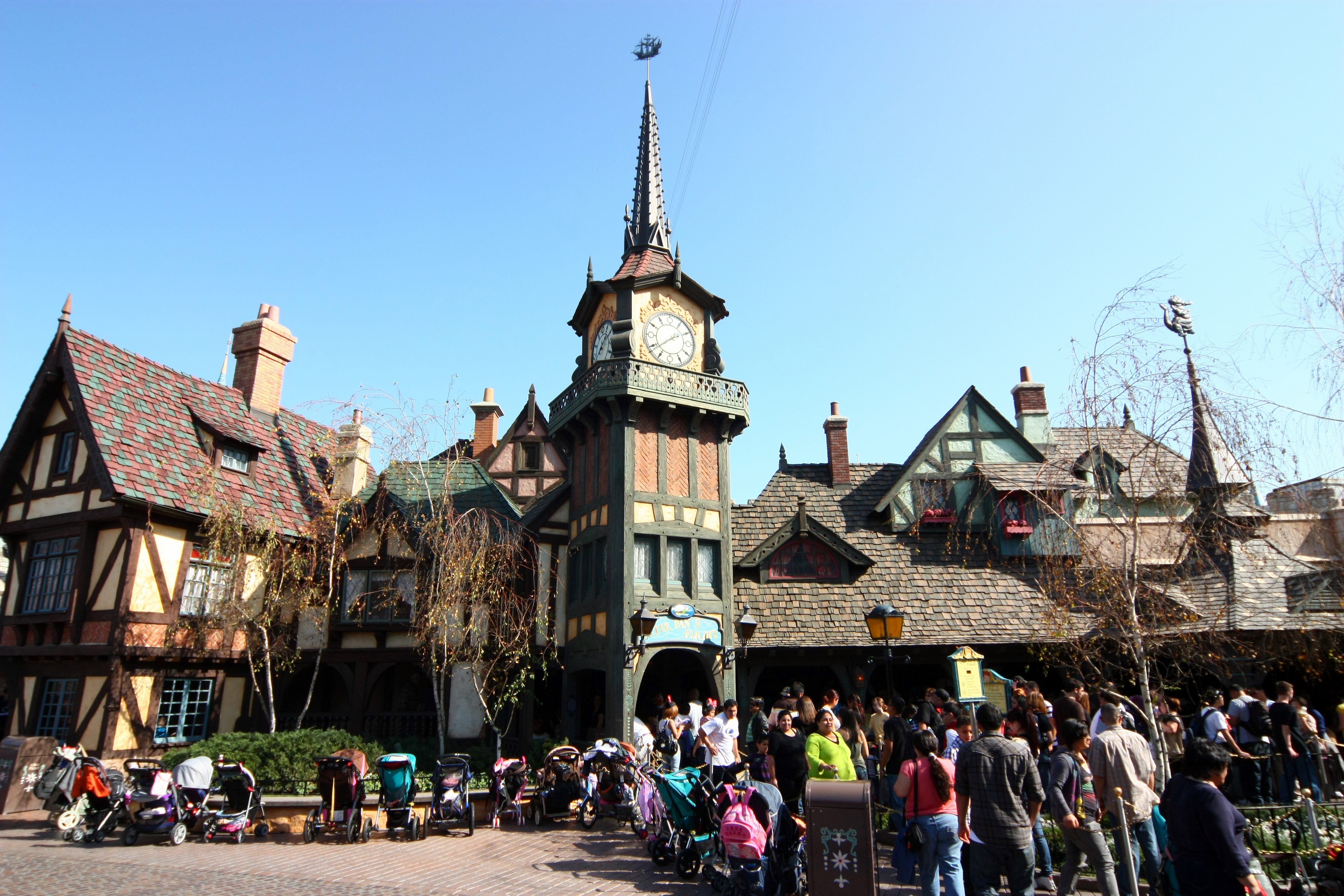
Peter Pan's Flight a Disneyland

Peter Pan's Flight è un'attrazione della tipologia dark ride presente nei parchi di Disneyland, Disneyland Paris, Tokyo Disneyland, nel Magic Kingdom di Walt Disney World Resort e al nuovo Disneyland Shanghai. Si tratta di una delle pochissime attrazioni operative fin dall'apertura di Disneyland nel 1955; nonostante la sua età e il fatto che sia rimasta sostanzialmente invariata nella sua forma, riscuote tuttora molto successo in tutti i parchi in cui è presente ed è una delle maggiormente visitate. 
L'attrazione è ispirata al film Disney Le avventure di Peter Pan del 1953 ed è localizzata nella porzione di parco denominata Fantasyland.

## Storia dell'attrazione
Durante la progettazione di Disneyland, lo stesso Walt Disney pensò a delle attrazioni in grado di proiettare i visitatori nelle storie dei suoi film; i suoi imagineers idearono dunque tre dark ride ispirate a Biancaneve e i Sette Nani, a Le avventure di Ichabod e Mr. Toad e, appunto, Peter Pan che all'epoca della costruzione del parco era il film Disney più recente.
Le tre attrazioni aprirono lo stesso giorno del parco, e Peter Pan fu quella che da subito riscosse il maggior successo: le altre due lasciavano spiazzati i visitatori poiché i protagonisti del film (rispettivamente Biancaneve e Mr. Toad) non apparivano mai durante il percorso; ciò in realtà era dovuto a una precisa scelta stilistica, poiché Disney aveva immaginato che il visitatore non dovesse osservare le scene, ma viverle in prima persona, come se fosse egli stesso il titolare del film.
Peter Pan non faceva eccezione, ma l'attrazione presentava alcuni particolari in grado di stupire ampiamente i visitatori. In primis, la dark ride era il primo esempio della categoria suspended: i vagoncini che portavano i visitatori in giro per il percorso non viaggiavano su semplici rotaie, ma erano ancorati a un binario sul soffitto, in maniera simile a una piccola teleferica; in questo modo il visitatore aveva la sensazione di volare. Inoltre, anche se Peter Pan non appariva in persona, grazie a un effetto speciale in alcune scene era proiettata la sua ombra, rendendo effettivo lo scopo degli imagineers.
L'attrazione fu operativa senza modifiche fino al 1983, quando l'intera area di Fantasyland fu completamente rinnovata: in questa occasione la facciata dell'attrazione, inizialmente in stile medievale, fu ricoreografata per sembrare una casa londinese dell'Età vittoriana. Inoltre furono chiusi il ristorante e il bar prospicienti all'attrazione, e molti oggetti di scena in essi presenti furono spostati nel percorso di Peter Pan. Fu inoltre costruito un animatrone di Peter Pan che fu inserito in una scena dell'attrazione.
Le altre versioni di Peter Pan aprirono rispettivamente nel 1971 (Magic Kingdom), nel 1983 (Tokyo) e nel 1992 (Parigi), in concomitanza con l'inaugurazione dei rispettivi parchi.
Nel 2014 la versione di Magic Kingdom subì importanti modifiche nell'area della queue-line, alla quale vennero aggiunti degli schermi interattivi e delle nuove scenografie che riproducono la casa della famiglia Darling; un videomapping simula la presenza di Campanellino.
Le stesse modifiche sono state apportate nel 2015 a Disneyland e sono state programmate tra 2016 e 2017 a Disneyland Paris.

## L'attrazione
L'attrazione è una suspended dark ride, ossia un percorso da compiere a bordo di appositi vagoncini a forma di vascello sospesi, ancorati a un binario posto sul soffitto. Il percorso si snoda tra alcune scene del film Peter Pan ricostruite per mezzo di diorami, oggetti e suppellettili ispirati al film e soprattutto una serie di animatroni che riproducono i personaggi della fiaba. Si possono ascoltare brani musicali e dialoghi tratti dal film.
L'attrazione è localizzata in un capannone del quale i visitatori possono vedere solo la facciata; il retro non è accessibile. 
Il percorso dura circa 2 minuti e 45 secondi.

### Disneyland
La versione attuale di Disneyland, comprensiva di queue line interattiva, risale al 2015; l'attrazione ha però costituito il modello per tutte le successive versioni.
La fila per la stazione d'imbarco è coreografata con diorami e oggetti di scena che riproducono la casa dei Darling; il visitatore in attesa può interagire con giochi d'ombra, oggetti che si muovono e osservare Campanellino che vola per tutta la casa. 
I visitatori si imbarcano su speciali vagoni sospesi costruiti in modo da sembrare dei galeoni in miniatura. Una volta saliti a bordo, i visitatori iniziano il percorso dalle stanze di casa Darling, la stanza dei giochi e la camera da letto dei bambini, dove assistono all'incontro tra Wendy, John e Michael con Peter Pan. Dopodiché si esce da una finestra e si sorvola una riproduzione in miniatura di Londra, con tanto di Big Ben, Tower Bridge e Cattedrale di Saint Paul. Le scene si spostano quindi sull'Isola che non c'è, dove si assisterà all'incontro con le Sirene, con gli Indiani e a un duello contro i pirati e Capitan Uncino, prima di tornare nella stazione d'imbarco.
La versione di Disneyland Tokyo è perfettamente identica a questa.

### Magic Kingdom
La versione di Magic Kingdom è molto simile a quella di Disneyland, ma le scene sono realizzate in scala maggiore, ci sono più effetti speciali e soprattutto un'enorme riproduzione della nave di Capitan Uncino, assente nella versione originale. In questa versione, inoltre, dopo il duello con Capitan Uncino c'è la scena del ritorno a Londra, prima di uscire nuovamente nella stazione d'imbarco.
Questa versione è stata la prima ad avere un restyling completo della queue-line nel 2014.

### Disneyland Paris
La versione francese di questa attrazione è identica a quella di Disneyland, ma dura quasi un minuto più di tutte le altre. Inoltre i vagoncini sospesi possono ospitare fino a 4 persone, mentre nelle altre versioni hanno una capacità di solo 2 persone.

### Disneyland Shanghai
Peter Pan's Flight ha aperto nel 2016, insieme all'intero parco Shanghai Disneyland. A differenza delle precedenti versioni, questa dispone di veicoli capaci di ospitare 4 persone invece di 2 (come accade a Parigi). I veicoli hanno anche la capacità di fermarsi e cambiare velocità. L'attrazione prevede versioni rivedute e corrette delle scene viste nelle altre versioni, con un maggior utilizzo di effetti speciali, proiezioni e videomapping, arricchite dagli effetti di accelerazione e decelerazione dei veicoli.